# Ахелој
Ахелој (грч. Ἀχελῷος) је у грчкој митологији био бог истоимене реке.

## Етимологија
Његово име можда има значење „онај који растерује бол“.

## Митологија
Као бог највеће реке са свежом водом у Грчкој, сматран је богом свеже воде уопште. Ово је можда разлог широког обожавања овог бога, коме су приношене жртве, коме су се молили и пред ким су полагали заклетве. Најпре је сматран прареком, којој све реке на Земљи дугују свој постанак, да би касније постао персонификација реке у Етолији. Као његове родитеље, Хесиод у теогонији и Хигин су поменули Океана и Тетију, мада неки извори као његову мајку помињу Геју. Такође, као његов отац наведен је и Хелије, који га је имао са Гејом. Био је најстарија и најпоштованија река коју је Тетија родила Океану. Поштован је у целој Грчкој, али посебно у Акарнанији, где су у његову част приређивана такмичења. Представљан је као моћно божанство, које се покоравало само врховном богу Зевсу. Описан је и као божанство које се појављивало у три облика; као бик, као бик са људском главом и као пегава змија. Са његове чупаве главе су се непрекидно сливали потоци воде. Неке легенде су га приказивале као Ахелоја из Египта, односно другог Нила.
Као његове могуће супруге, али и потомство, различити аутори су наводили различите личности. Према многим ауторима, био је отац сирена, са тим да је Аполодор писао да му их је родила Мелпомена или Стеропа, а у „Аргонаутици“ и „Дионисијаки“, то је била Терпсихора. Аполодор му је приписивао и кћерку Калироју, али и синове Хиподаманта и Ореста, које је родила Перимеда. Према Паусанији, његове кћерке су биле Касталија и Пирена, а у „Метаморфозама“, његове кћерке су назване Ахелоидама. Такође, у неким изворима, његова кћерка је и Дирка. Настанак саме реке је описао Сервије, али су и други аутори, попут Стефана Византијског, Страбе и Плутарха дали своје виђење. Према Сервију, када је Ахелој изгубио своје кћерке, сирене, у очајању је призвао своју мајку Геју. Она га је привила на своје груди и на месту где га је привила, потекла је река. Према Страбу, хук воде је подсећао на оглашавање бика, а смо вијугање реке на тело змије, чиме је генијално довео у везу мит о настанку реке са њом самом.
Када су четири нимфе приносиле жртву на обали његове реке, заборавиле су да га призову и то је изазвало његов гнев; он их је одвукао до мора и тамо преобразио у четири Ехинадска острва. Пето острво из те групе је била Перимела (или Перимеда), Ахелојева љубавница. Када је њен отац сазнао за ту љубав, бацио је кћерку у воду, али је Ахелој замолио Посејдона да јој спасе живот тако што ће је претворити у острво. Према Овидијевим „Метаморфозама“, када се Тезеј враћао са лова на Калидонског вепра, њега је срдачно угостио Ахелој, те сачинио ова острва њему у част. Најпознатији је мит који говори о борби, односно рвању овог бога и Херакла, а који су се такмичили за руку Дејанире. У току борбе, бог се претворио најпре у змију, а потом и у бика, али је Херакле ипак победио тако што му је сломио рог. Рог је дао свом тасту Енеју. Према једној причи, Енеј је вратио рог богу и заузврат добио рог изобиља. Према другој причи, његов рог је управо био рог изобиља. Албрик је ово рвање сврставао у Хераклових дванаест подвига. Ахелој се помиње и да је Алкмеона очистио од греха, те га оженио својом кћерком Калиројом.

## Уметност
У старогрчкој уметности, овај бог је приказиван у три различита облика. На вазама је приказиван или као мушка сирена, чији је део од груди наниже био рибљи и завршавао се одговарајућим репом или као бик са великом људском главом. У оба случаја, имао је и рог. На мозаицима је приказиван као мушкарац који заваљен, држи амфору. Према писању Паусаније, на Амикловом трону је била приказана борба Херакла и Ахелоја, а у ризници становника Мегаре у Олимпији, била је постављена и његова статуа од кедровине и злата. На неколико новчића из Акарнаније, бог је представљен као бик са главом старца.

## Тумачење
Према Роберту Гревсу, Хераклово такмичење са Ахелојем, слично Тезејевом са Минотауром, представљао је део ритуала краљевске свадбе, при чему су бик и змија симболисали стару и нову годину, јер је бик заправо био „змијин отац“, а Херакле их је оба сваладао, па тако „савладао“ и годину. Биков рог, који се од најранијих дана сматрао средиштем плодности, обезбеђивао је престо краљу када би га освојио у борби са правим биком или са противником прерушеним у бика. Вавилонски јунак Енкиду, Гилгамешов брат, поклоник краљице Неба, који, без обзира што није био бесмртан, дохватио је небеског бика за рогове и убио га мачем. Освајање Корнукопије био је и свадбени задатак постављен великом јунаку Передуру у Мабиногиону. На Криту је култ бика наследио култ дивље козе, чији је рог имао исту моћ, а и као кандидат за рог изобиља у литератури се може наћи и Амалтејин рог. Изгледа да су икону која је приказивала ритуално такмичење Грци тумачили као Хераклову борбу са реком Ахелој. Та „борба“ се изгледа заиста састојала у насипању и исушивању Парахелоита, дела земљишта које је постало од муља што га је наносила река Ахелој. Нанос је полако почео да спаја Ехинадска острва са копном, па су тако настале површине одрадиве земље. Хераклу су се често приписивали овакви и слични инжењерски радови, о чему су извештавали Страбон и Диодор. Роберт Гревс је такође сматрао да жртве које је одредило додонско пророчиште нису биле намењене реци Ахелој, већ Ахелоиди — Месечевој Богињи која је отклања бол.